# Коновалов, Алексей Иванович
Алексе́й Ива́нович Конова́лов (род. 13 апреля 1986) — российский легкоатлет, специалист по бегу на средние дистанции. Выступал на профессиональном уровне в 2006—2016 годах, чемпион России в дисциплине 1500 метров, победитель и призёр первенств всероссийского значения, участник Всемирной Универсиады в Белграде. Представлял Иркутскую область и Москву. Мастер спорта России.

## Биография
Алексей Коновалов родился 13 апреля 1986 года. Выходец легкоатлетической семьи, многие из его родственников бегали на средние дистанции. Отец Иван Алексеевич Коновалов — титулованный советский бегун, чемпион СССР, участник Олимпиады 1992 года в Барселоне. Дядя Юрий Алексеевич Коновалов — успешный тренер по лёгкой атлетике, муж и наставник известной российской бегуньи Марины Коноваловой (Пантюховой). Племянник Юрий Коновалов так же добился определённых успехов в беге на средние дистанции.
Заниматься лёгкой атлетикой Алексей начал в раннем детстве, проходил подготовку в Иркутске под руководством своих отца и дяди. Представлял всероссийское физкультурно-спортивное общество «Динамо».

Мне с детства было интересно спортом заниматься. Несмотря на дождь, ветер, снег, мороз, тренировался всегда на улице. И о том, что выбрал для себя профессиональный спорт, не жалею — работа в офисе не для меня. Я получил многое: сформировался морально и физически.
Выступал на крупных стартах всероссийского уровня начиная с 2006 года, соревновался преимущественно на дистанциях 800 и 1500 метров.
В 2007 году принял участие в Кубке России и в чемпионате России в Туле.
В 2008 году в беге на 800 метров выиграл серебряную медаль на молодёжном всероссийском первенстве в Челябинске, финишировал седьмым на чемпионате России в Казани.
В 2009 году на чемпионате Москвы установил свой личный рекорд в дисциплине 800 метров — 1:49.31. В дисциплине 1500 метров стал восьмым на Кубке губернатора в Волгограде и на чемпионате России в Чебоксарах. Будучи студентом, представлял страну на Всемирной Универсиаде в Белграде, где на 800-метровой дистанции дошёл до стадии полуфиналов.
В 2010 году в беге на 1500 метров был шестым на зимнем чемпионате России в Москве, одержал победу на летнем чемпионате России в Саранске, установив при этом личный рекорд на открытом стадионе — 3:42.30.
В 2011 году в дисциплине 1500 метров выиграл турнир «Русская зима», установив личный рекорд в помещении — 3:40.97.
В 2012 году бежал 1500 метров на зимнем чемпионате России в Москве и на летнем чемпионате России в Чебоксарах.
В 2013 году в беге на 800 метров с личным рекордом в помещении 1:52.27 победил на домашних соревнованиях в Иркутске. На зимнем чемпионате России в Москве с командой Иркутской области выиграл бронзовую медаль в зачёте эстафеты 4 × 800 метров. Участвовал в летнем чемпионате России в Москве.
В 2014 году на чемпионате России по эстафетному бегу в Адлере взял бронзу в эстафете 4 × 800 метров и получил серебро в эстафете 4 × 1500 метров.
Завершил спортивную карьеру по окончании сезона 2016 года.